# Љубомир Бакић
Љубомир Бакић (Забрђе код Андрејевице 1877 — Цетиње 1925) је био црногорски, правник и политичар.
Основну шлолу је завршио у родном месту, а гимназију и Правни факултет у Београду. Један је од организатора Народне странке, прве политичке партије у Црној Гори.
Бранио је оптужене у Бомбашкој афери (1907). Био је министар правде 1913. Као посланик у Великој народној скупштини учестрвовао 1918. у уједињењу Црне Горе и Србије и формирању Југославије.
После уједињења прелази у Радикалну странку. Као њен представник изабран је за народног посланика и у Народној скупштини био је потпредседник 1923 — 1924. Долази у сукоб са вођством странке због њеног политичког курса према Црној Гори, па излази на изборе 1925. са дисидентском листом.
Бакић је уживао глас опрезног и трезвеног политичата. Бавио се публицистичким радом,. Објавио је више расправа из области правне науке. Написао је Законодавство у Црној Гори, Надлежност шеријатских судова, а у рукопису је оставио; Етнографска грађа о Васојевићима и Црна Гора 1905—1920.